# گوران سابلیچ
گوران سابلیچ (کرواتی: Goran Sablić؛ زادهٔ ۴ اوت ۱۹۷۹) بازیکن سابق و مربی فوتبال اهل کرواسی است.
از باشگاه‌هایی که در آن بازی کرده‌است می‌توان به باشگاه فوتبال هایدوک اسپلیت و باشگاه فوتبال دینامو کی‌یف اشاره کرد.
وی همچنین در تیم ملی فوتبال کرواسی بازی کرده‌است.